# Barry Orms
Barry D. Orms (San Luis, Misuri, 1 de mayo de 1946) es un exjugador de baloncesto estadounidense que disputó una temporada en la NBA y otra más en la ABA. Con 1,91 metros de estatura, jugaba en la posición de base.

## Trayectoria deportiva

### Universidad
Jugó durante tres temporadas con los Billikens de la Universidad de Saint Louis, en las que promedió 8,8 puntos por partido.

### Profesional
Fue elegido en la nonagésimo sexta posición del Draft de la NBA de 1968 por Baltimore Bullets, con los que jugó una temporada en la que promedió 2,8 puntos y 2,5 rebotes por partido.
Al año siguiente fichó por los Indiana Pacers de la ABA, quienes poco después de comenzada la temporada lo traspasaron a Pittsburgh Pipers, donde acabó la misma con unos promedios de 9,6 puntos y 4,6 rebotes por partido.

## Estadísticas de su carrera en la NBA y la ABA

### Temporada regular
| Temporada | Edad | Equipo            | Liga  | P   | TIT | MIN  | TC  | TCA | %TC  | 3P  | 3PA | %3P  | TL  | TLA | %TL  | R.OF. | R.DEF. | REB | ASIS | ROB | TAP | PER | FP  | PTS |
| 1968-69   | 22   | Baltimore Bullets | NBA   | 64  |     | 14.3 | 1.2 | 3.8 | .309 |     |     |      | 0.5 | 0.9 | .483 |       |        | 2.5 | 0.8  |     |     |     | 2.4 | 2.8 |
| 1969-70   | 23   | TOTAL             | ABA   | 77  |     | 27.2 | 3.5 | 9.0 | .391 | 0.1 | 0.3 | .192 | 2.0 | 3.6 | .551 | 1.8   | 2.7    | 4.5 | 1.7  |     |     | 1.9 | 2.8 | 9.1 |
| 1969-70   | 23   | Indiana Pacers    | ABA   | 9   |     | 15.9 | 1.9 | 4.4 | .425 | 0.0 | 0.3 | .000 | 1.9 | 2.9 | .654 | 1.4   | 2.7    | 4.1 | 1.4  |     |     | 0.9 | 3.3 | 5.7 |
| 1969-70   | 23   | Pittsburgh Pipers | ABA   | 68  |     | 28.6 | 3.8 | 9.6 | .389 | 0.1 | 0.3 | .217 | 2.0 | 3.7 | .540 | 1.9   | 2.7    | 4.6 | 1.8  |     |     | 2.1 | 2.7 | 9.6 |
| Total     |      |                   | TOTAL | 141 |     | 21.3 | 2.5 | 6.7 | .370 | 0.1 | 0.3 | .192 | 1.3 | 2.4 | .539 | 1.8   | 2.7    | 3.6 | 1.3  |     |     | 1.9 | 2.6 | 6.3 |
|           |      |                   | ABA   | 77  |     | 27.2 | 3.5 | 9.0 | .391 | 0.1 | 0.3 | .192 | 2.0 | 3.6 | .551 | 1.8   | 2.7    | 4.5 | 1.7  |     |     | 1.9 | 2.8 | 9.1 |
|           |      |                   | NBA   | 64  |     | 14.3 | 1.2 | 3.8 | .309 |     |     |      | 0.5 | 0.9 | .483 |       |        | 2.5 | 0.8  |     |     |     | 2.4 | 2.8 |

### Playoffs
| Temporada | Edad | Equipo            | Liga | P | TIT | MIN | TC  | TCA | %TC | 3P | 3PA | %3P | TL  | TLA | %TL | R.OF. | R.DEF. | REB | ASIS | ROB | TAP | PER | FP  | PTS |
| 1968-69   | 22   | Baltimore Bullets | NBA  | 3 |     | 3.3 | 0.0 | 0.0 |     |    |     |     | 0.0 | 0.0 |     |       |        | 0.3 | 0.0  |     |     |     | 0.7 | 0.0 |
| Total     |      |                   | NBA  | 3 |     | 3.3 | 0.0 | 0.0 |     |    |     |     | 0.0 | 0.0 |     |       |        | 0.3 | 0.0  |     |     |     | 0.7 | 0.0 |